# Palais de l'Industrie
Le palais de l'Industrie et des Beaux-arts, ou plus communément palais de l'Industrie, est un édifice construit pour l'Exposition universelle de 1855 sur l'avenue des Champs-Élysées à Paris. Il est l'œuvre de l'architecte Jean-Marie-Victor Viel et de l'ingénieur Alexis Barrault. Il abrite en 1881 la première Exposition internationale d'Électricité, et est détruit à partir de 1896 pour laisser place au Petit Palais et au Grand Palais.
Dit aussi Palais des Champs-Élysées, il est utilisé pour les salons artistiques de 1857 à 1897.

## L'emblème de l'Exposition
Inauguré le 15 mai 1855 par Louis-Napoléon Bonaparte, récemment devenu l'empereur Napoléon III, il fut l'emblème de la première Exposition universelle française. Cette Exposition, qui attira plus de cinq millions de visiteurs, fut la réponse du chef de l'État français au succès de l'Exposition universelle de 1851 de Londres, célébrée notamment pour l'audace et la nouveauté de son Crystal Palace.
À l'inverse de la majorité des bâtiments construits à l'occasion de ces Expositions, et notamment du Crystal Palace, le palais de l'Industrie avait pour but d'offrir un cadre d'exposition pérenne, en plein cœur de Paris.

## Description

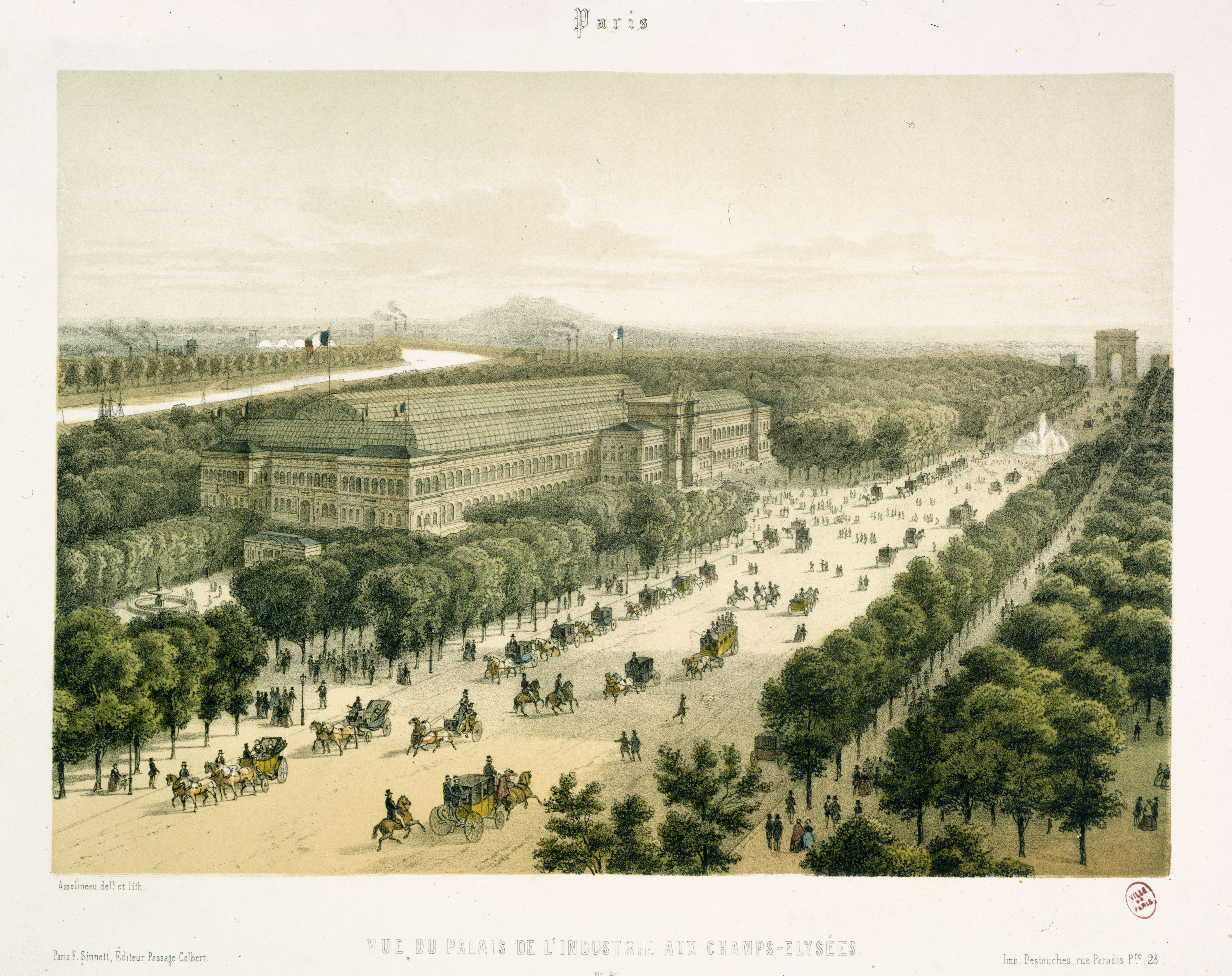
Le palais de l'Industrie, avec sa façade sur les Champs-Élysées.

Construit le long des Champs-Élysées, dans le grand carré des Jeux, dans l'axe du palais de l'Élysée et de l'avenue de Marigny, le Palais de l'Industrie occupait un emplacement que la ville de Paris avait rétrocédé à l'État, en vue de sa construction, en 1852.
Il présentait une architecture rationaliste de fer et de verre tout à fait caractéristique de cette période derrière une façade en pierre de style éclectique, destinée à lui donner un caractère monumental autant qu'à en cacher la structure.

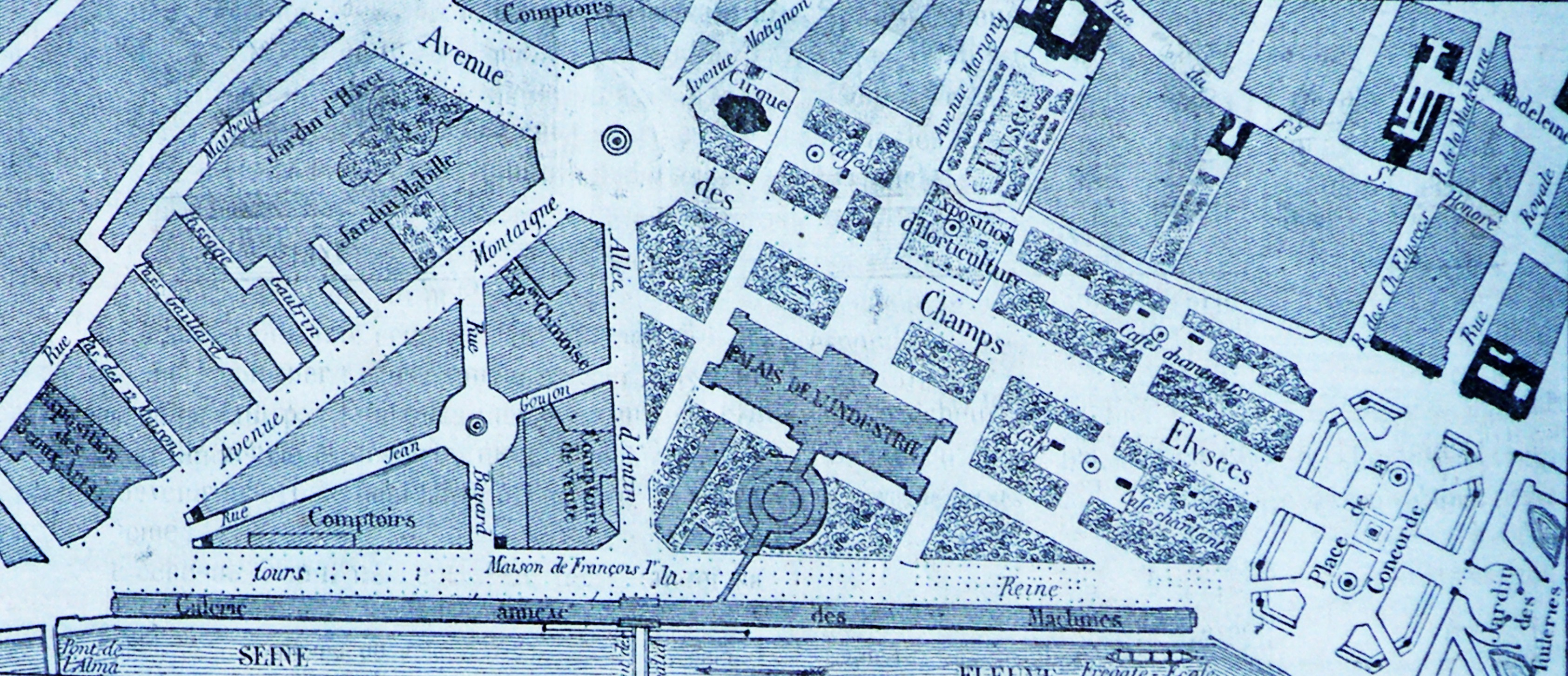
Plan des sites de l'Exposition universelle de Paris 1855. Le palais de l'Industrie occupe le centre d'une zone délimitée par le rond-point des Champs-Élysées, la place de la Concorde et la Seine.

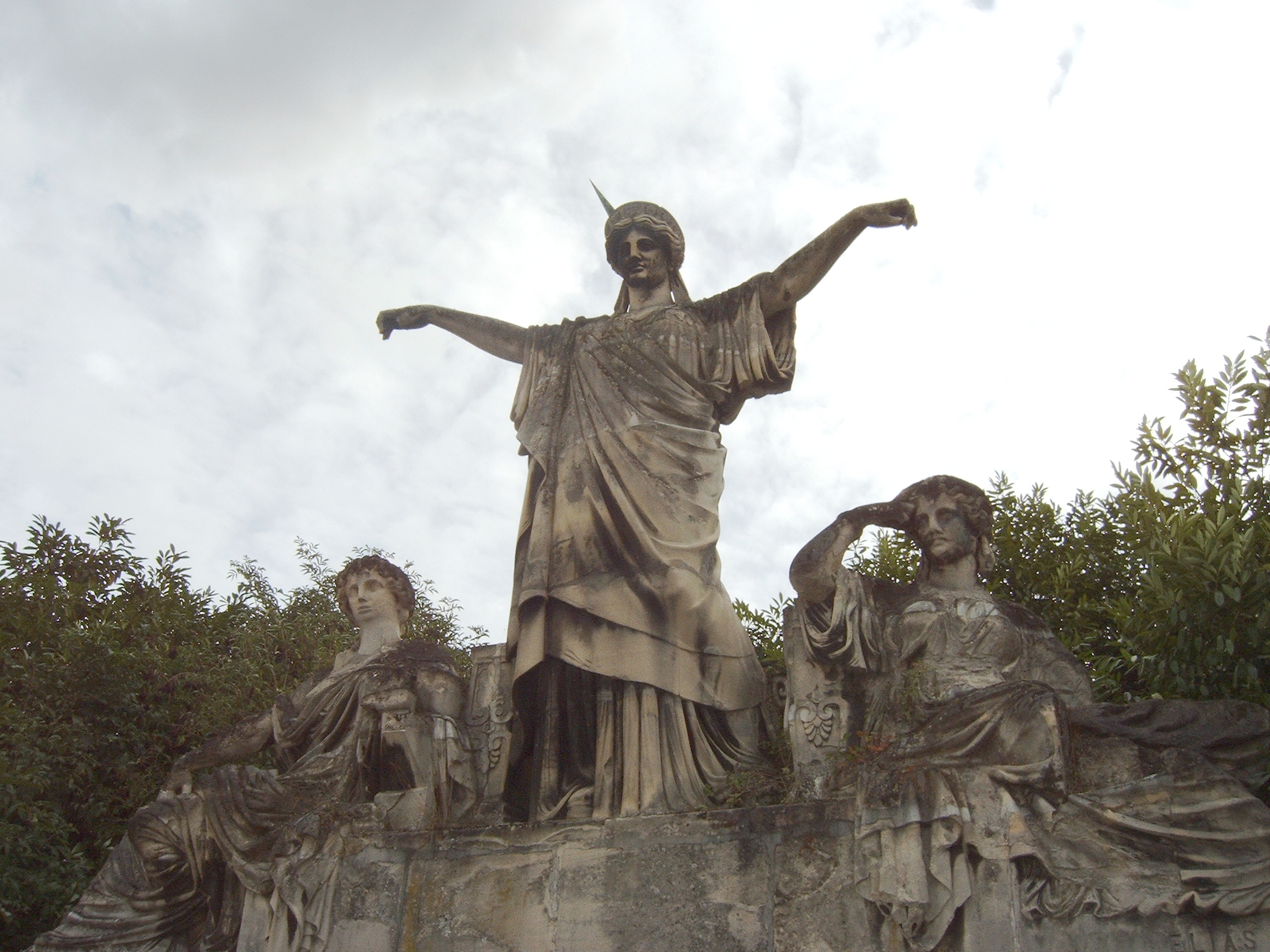
La France distribuant des couronnes au Commerce et à l'Industrie, par Élias Robert. Vestiges conservés dans le parc de Saint-Cloud.

Ce gigantesque palais offrait une façade longue de 208 mètres ornée d'un gigantesque portique en arc de triomphe ouvrant sur une grande nef centrale. La façade divisée en deux niveaux d'arcades en plein cintre était ponctuée de quatre imposants pavillons d'angle. Avec 47 mètres de largeur (108 mètres de profondeur en incluant la Galerie des machines), l'édifice s'étalait sur plus de deux hectares. Il était haut de 35 mètres et comportait 408 fenêtres.
La corniche supérieure du portique monumental était décorée d'un groupe sculpté par Élias Robert représentant La France distribuant des couronnes au Commerce et à l'Industrie, entouré des symboles impériaux, cartouche à l'aigle tenue par des enfants, œuvre de Georges Diebolt. Des éléments de la corniche ont été déposés dans le domaine national de Saint-Cloud.
Le Palais de l'Industrie donnait accès par une rotonde, dite du « Panorama », à la galerie annexe dite « la Galerie des Machines », immense galerie de 1 200 mètres de long pour 17 mètres de haut, courant le long des quais de Seine.
L'écrivain Amédée Achard décrit ainsi le bâtiment :

« Un jour, le gouvernement eut cette idée de bâtir un palais pour l'Exposition universelle, qu'un temps on avait logée au hasard dans des baraques de planches et sous un bâtiment de carton. Il y avait justement, entre le Cours-la-Reine et l'avenue des Champs-Élysées, un grand espace vide où de paisibles rentiers jouaient aux boules et que les saltimbanques encombraient les jours de fête. On l'appelait le Carré-Marigny. On eut bientôt fait d'y conduire deux ou trois mille ouvriers, et le Palais de l'Exposition fut construit. Les portes ouvertes, et malgré l'étendue de ses proportions, on s'aperçut qu'il était trop petit ; et le monument qui devait abriter des générations d'industriels accourus de toutes les parties du monde a fait divorce avec l'Exposition universelle. Il n'est pas tout à fait inutile cependant. Au printemps, on y accroche les deux ou trois mille tableaux que les artistes vivants achèvent chaque année pour le plaisir de leurs contemporains, et de temps à autre, en été comme en automne, en hiver quelquefois, on y expose tour à tour les plus beaux produits des espèces bovines, ovines et porcines, les meilleurs élèves de tous les chenils français, les volailles les plus grasses de toutes les basses-cours nationales, et les fromages les plus savoureux de tous nos départements. »

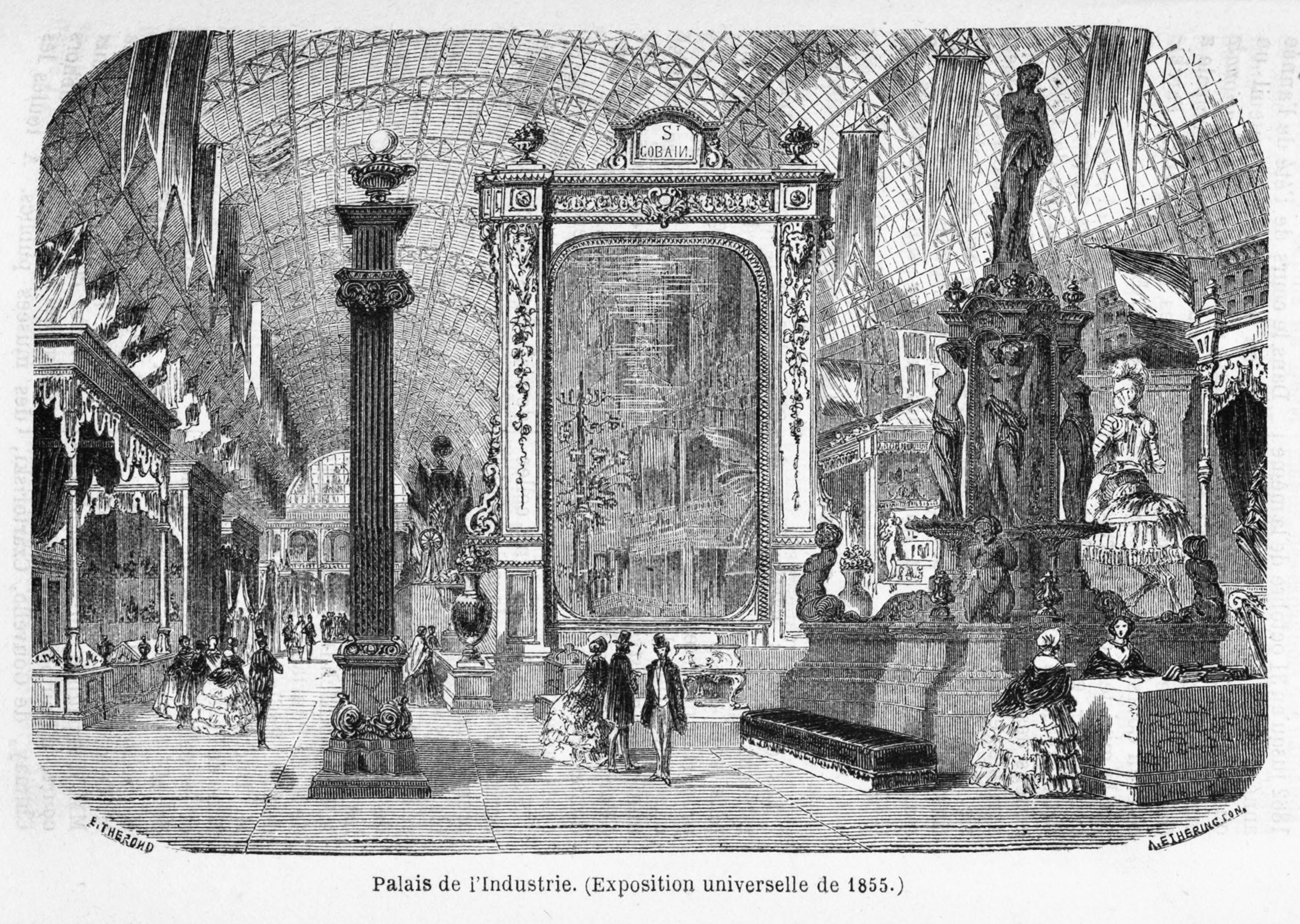
Intérieur du Palais.
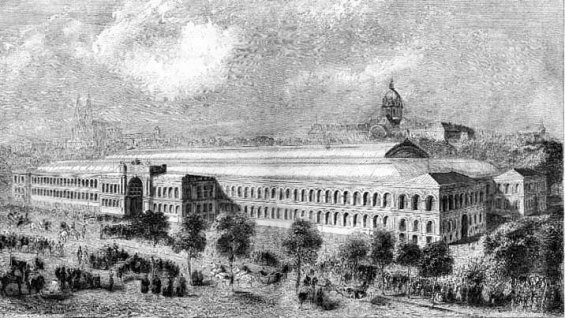
Palais de l'Industrie, construit pour la première Exposition universelle de Paris.
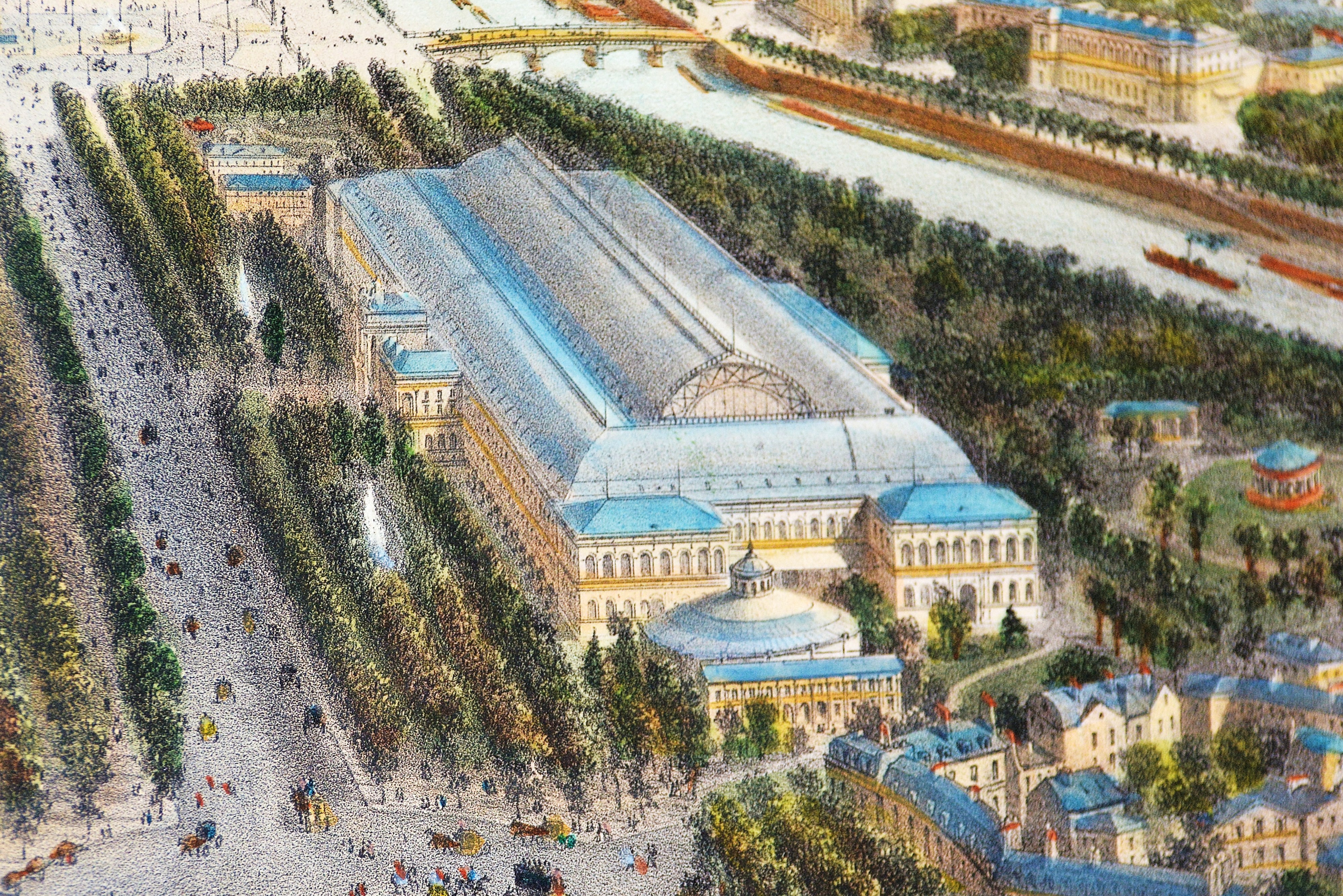
Vue du bâtiment à vol d'oiseau en 1860.
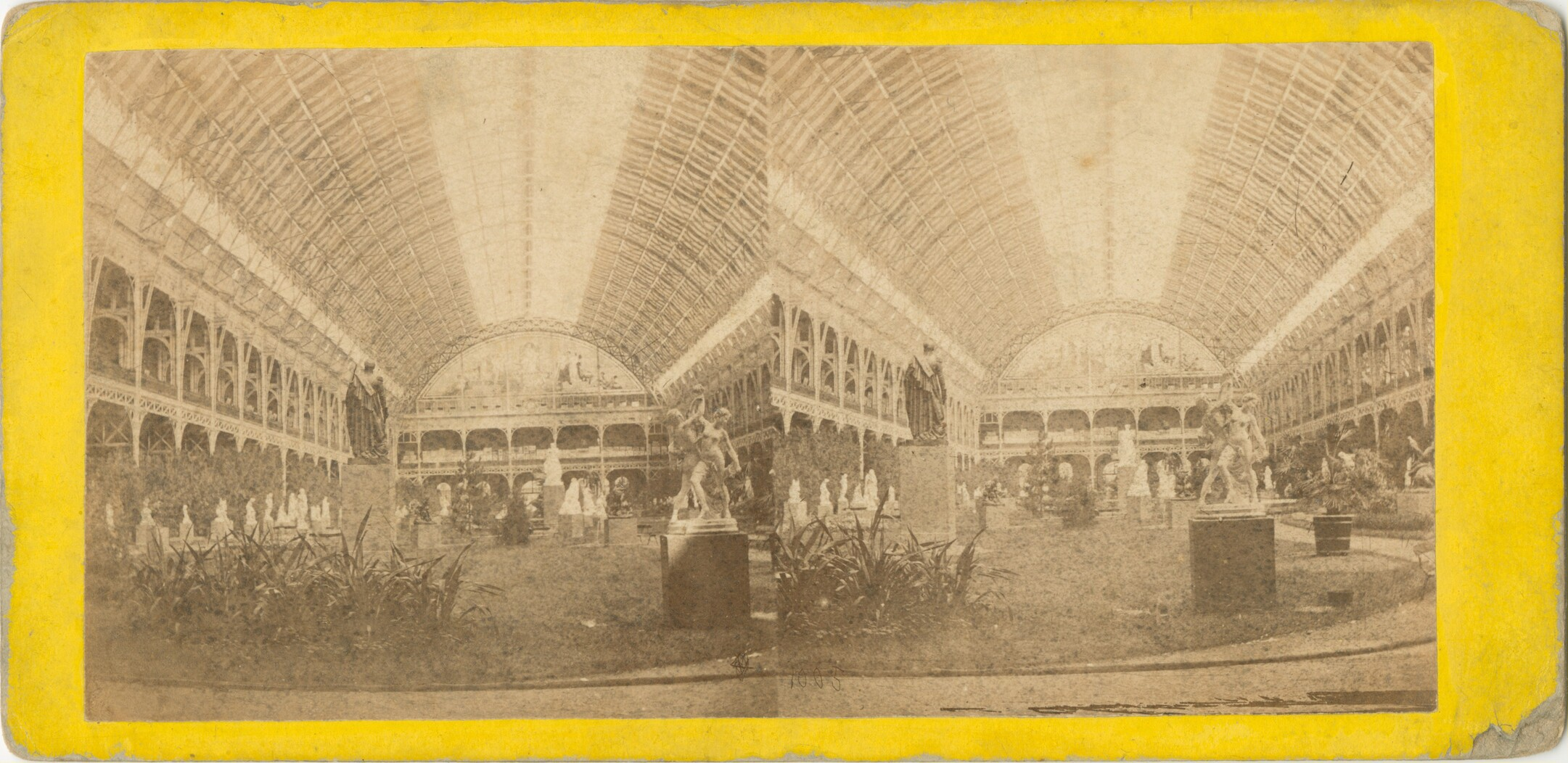
Palais de l'Industrie par E & H.T. Anthony et Co., stereograph, Department of Image Collections, National Gallery of Art Library.
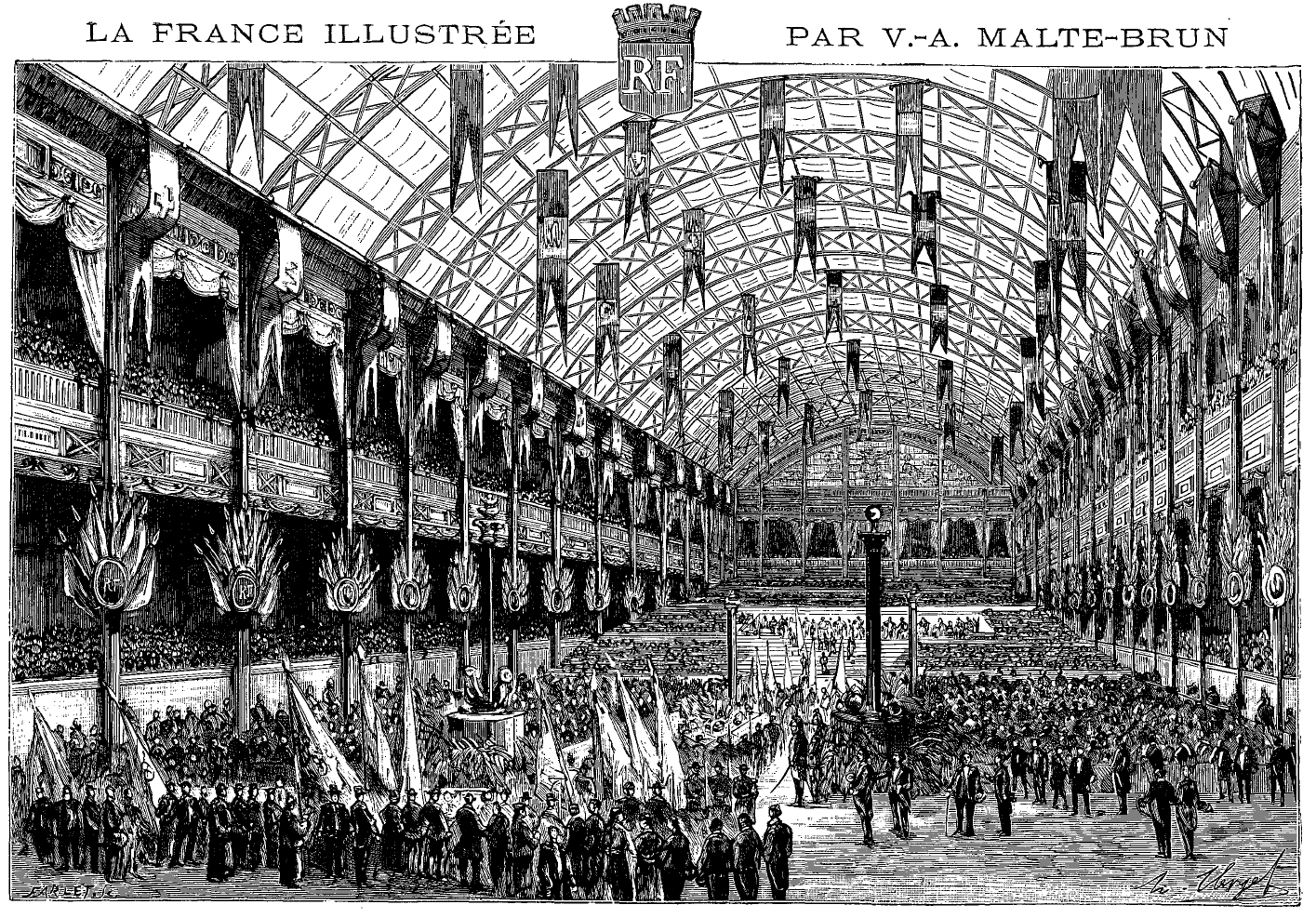
Distribution des récompenses lors de l'exposition universelle de 1878.
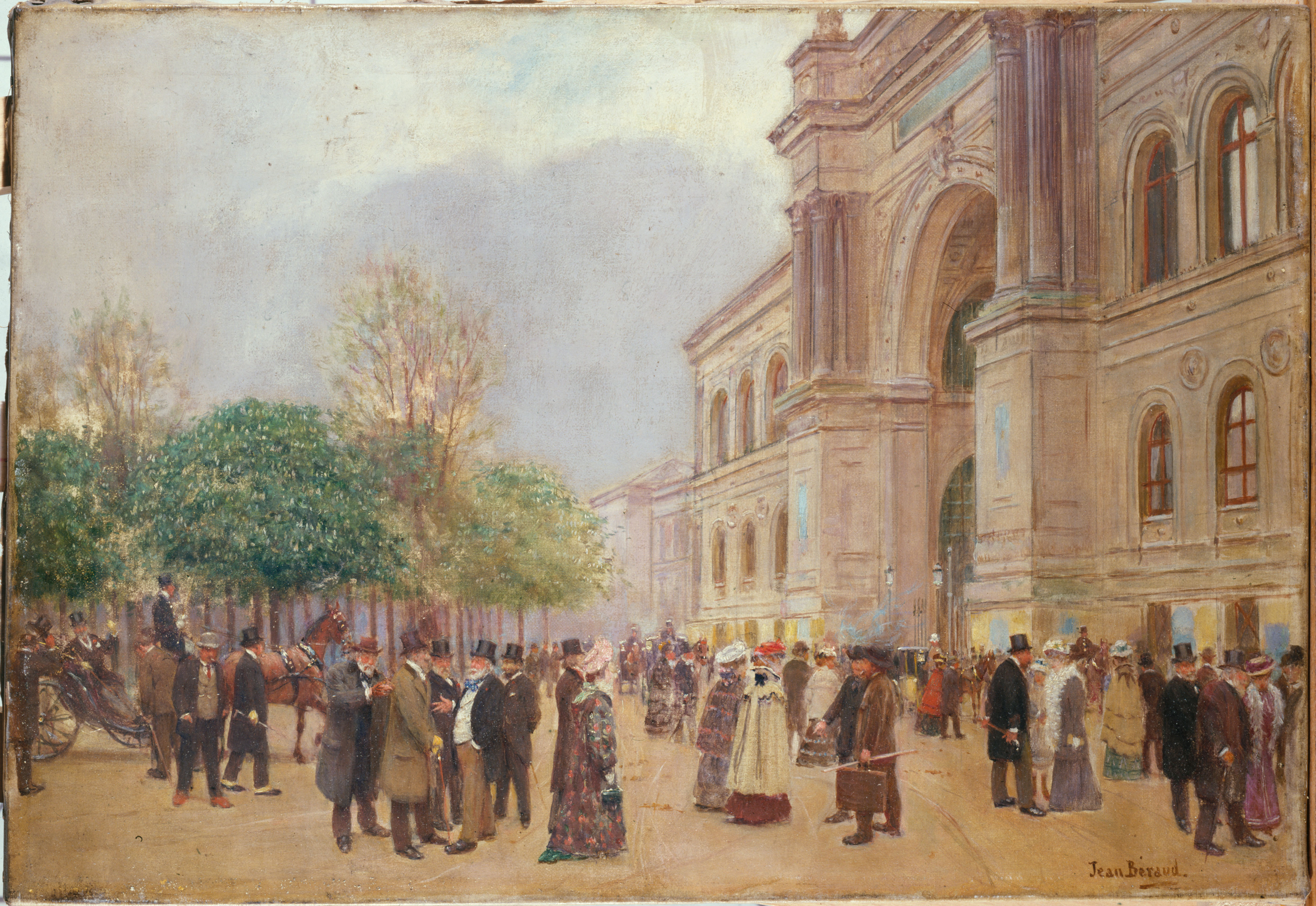
Jean Béraud, La sortie du salon au Palais de l'Industrie, v. 1890.
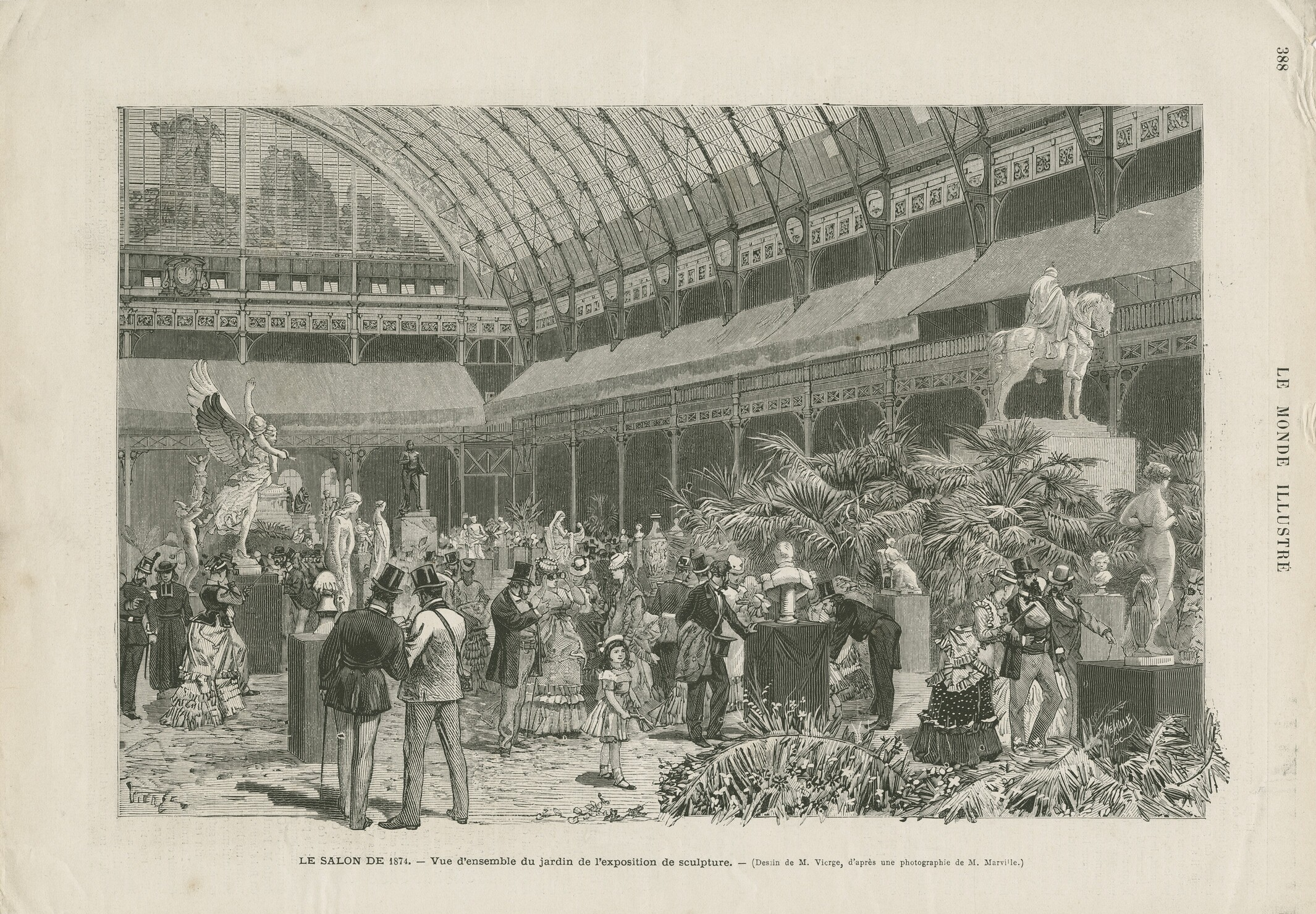
Salon de 1874 au Palais de l'Industrie par Daniel Vierge. Department of Image Collections, National Gallery of Art Library.

## Historique

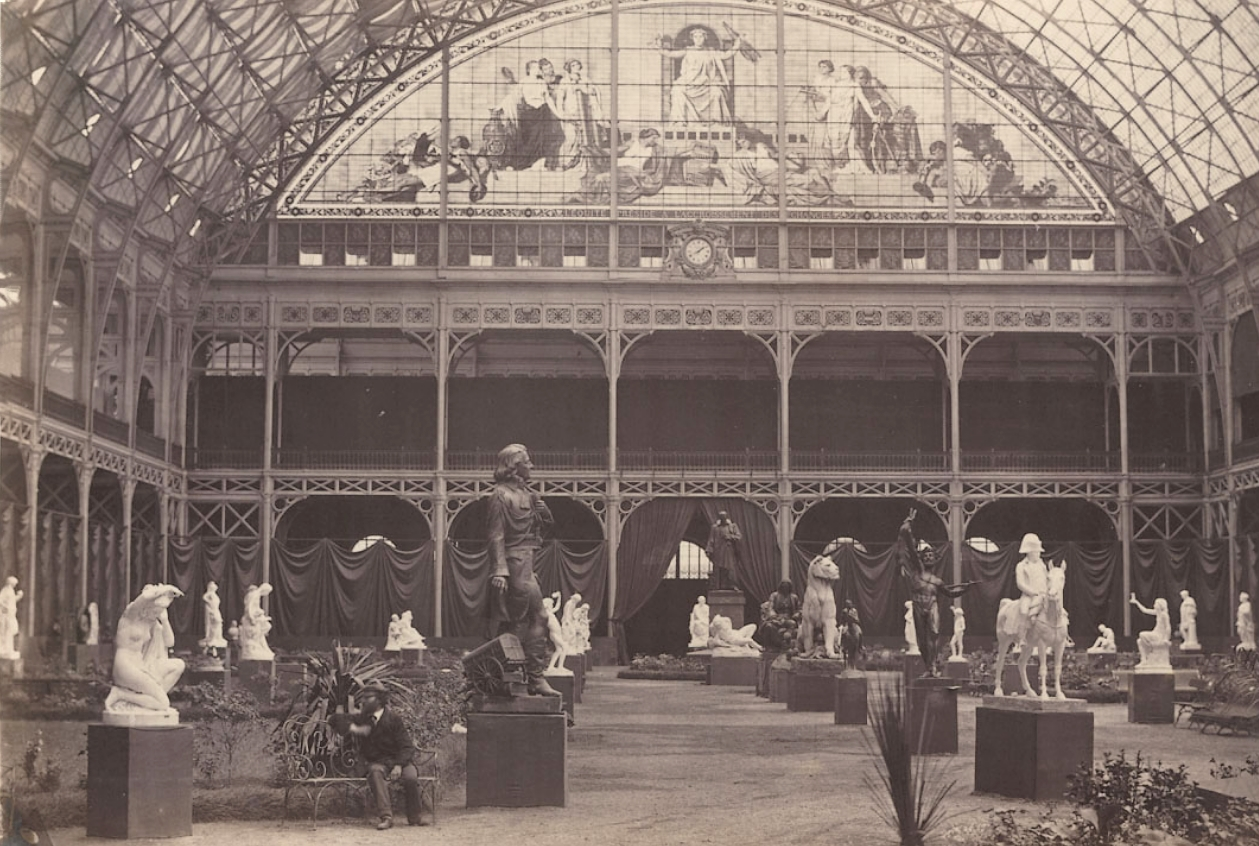
Présentation de sculptures lors du Salon de 1864. Est visible en haut du cliché un des grands vitraux de Laurent-Charles Maréchal décorant le Palais dès sa construction.

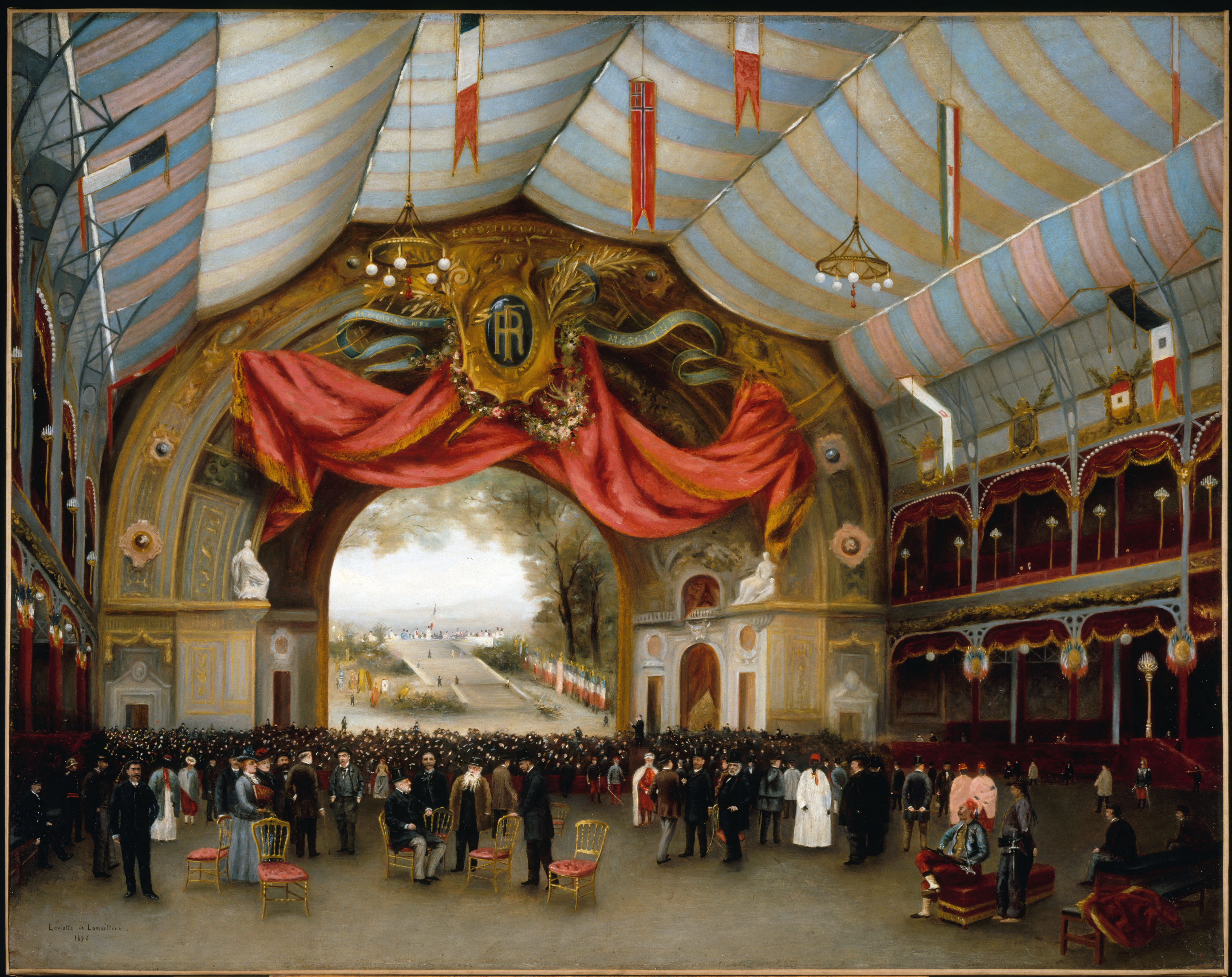
Lavialle de Lameillère, exécution de l'ode triomphale à la gloire de la République d'Augusta Holmès le 19 septembre 1889, 1890.

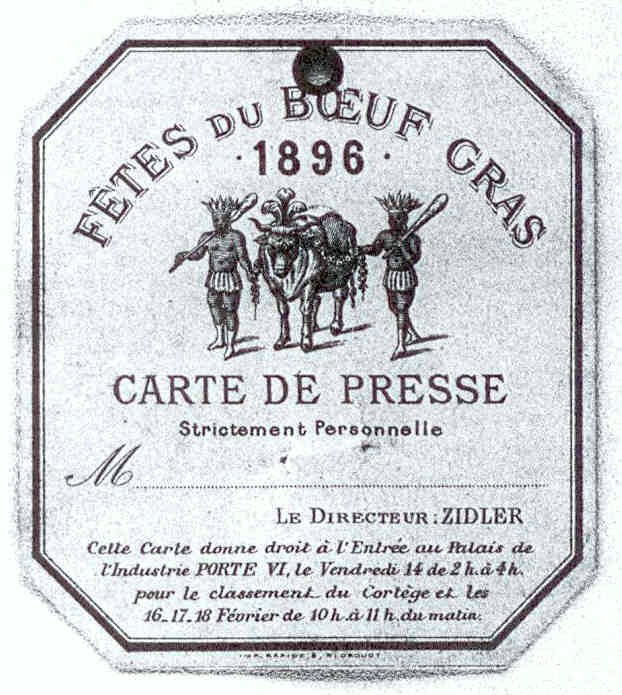
Carte de presse pour entrer au palais de l'Industrie d'où part la Promenade du Bœuf Gras de 1896.

Le palais a été construit avec des pierres de taille issues de la carrière aux Loups à Nanterre, des carrières du Moulin à Arcueil, des carrières du Moulin à Vent et de la Voie des Bornes à Ivry et des carrières de Vitry.
Officiellement baptisé « palais de l'Industrie et des Beaux-arts », l'Exposition des Beaux-arts se tenait en réalité dans un palais adjacent (V. no 16-18, avenue Montaigne). Les deux bâtiments ont donc pris les noms respectifs de « palais de l'Industrie » et « palais des Beaux-arts », ce dernier devenant bientôt le « palais des Champs-Élysées », qui accueillera notamment le Salon des refusés. Ce palais était en effet destiné à abriter l'Exposition d'innovations techniques et artisanales, sur quelque 21 779 stands. Il servit, outre l'inauguration, aux nombreuses cérémonies de récompenses et notamment à la distribution des médailles le 15 novembre 1855, en présence d'environ 40 000 invités et d'un orchestre dirigé par Hector Berlioz. 11 000 médailles furent décernées par le Jury, auxquelles il faut ajouter 40 distinctions personnelles de la part de l'Empereur. Ces récompenses permettaient à certains d'obtenir des rentes viagères pour « services rendus à la civilisation ».
Le bâtiment sert aux Expositions universelles de 1855, de 1878 et de 1889, et est utilisé pour les salons artistiques de 1857 à 1897, expositions agricoles et horticoles, concours hippiques, fêtes et cérémonies publiques… De mai à octobre 1862, il abrite la Collection Campana. En 1881, il est le lieu d'exposition de la première Exposition internationale d'Électricité, restée célèbre pour le nombre important d'inventions qui y sont montrées pour la première fois au grand public et qui inaugurent un nouvel âge d'innovation pour la production et le transport d'électricité.

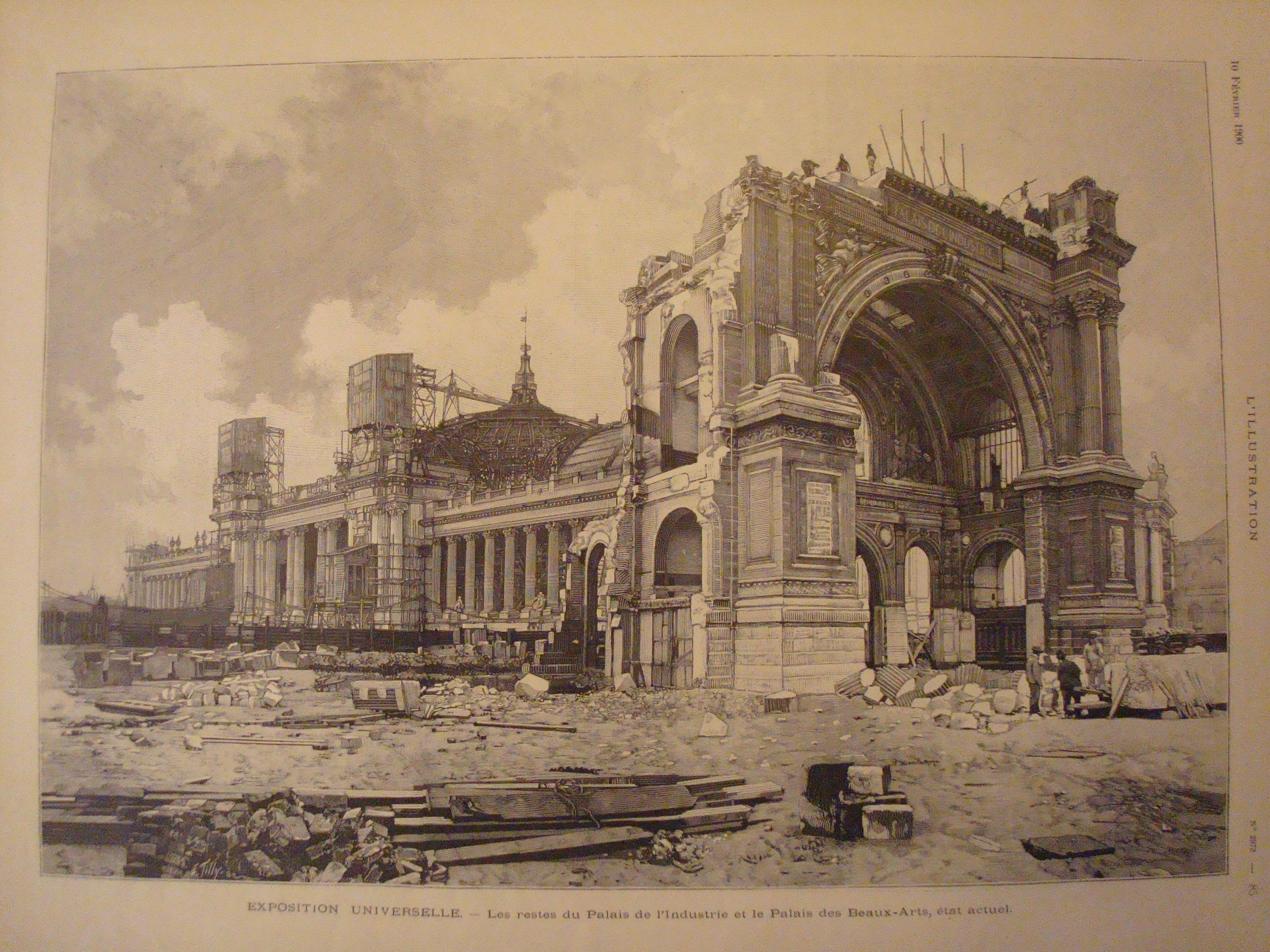
Le palais en cours de destruction. Dessin publié en février 1900 dans L'Illustration.

En juillet 1894, ouvre l'Exposition du Livre et de l'industrie du papier, l'une des dernières à prendre place en ce lieu. Pilotée par le ministère des Beaux-Arts, Étienne Charavay, et John Grand-Carteret, elle offre aux visiteurs un vaste panorama historique de l'évolution du livre depuis les origines, ainsi que différentes reconstitutions montrant l'ensemble des métiers de la chaîne du livre. 
Les 16, 17 et 18 février 1896, il est le point de départ et d'arrivée du cortège carnavalesque de la Promenade du Bœuf Gras renaissant après vingt-six ans d'interruption. Le 4 mai 1897, on y apporte les corps calcinés des victimes de l'incendie du bazar de la Charité afin que les familles puissent les reconnaître.

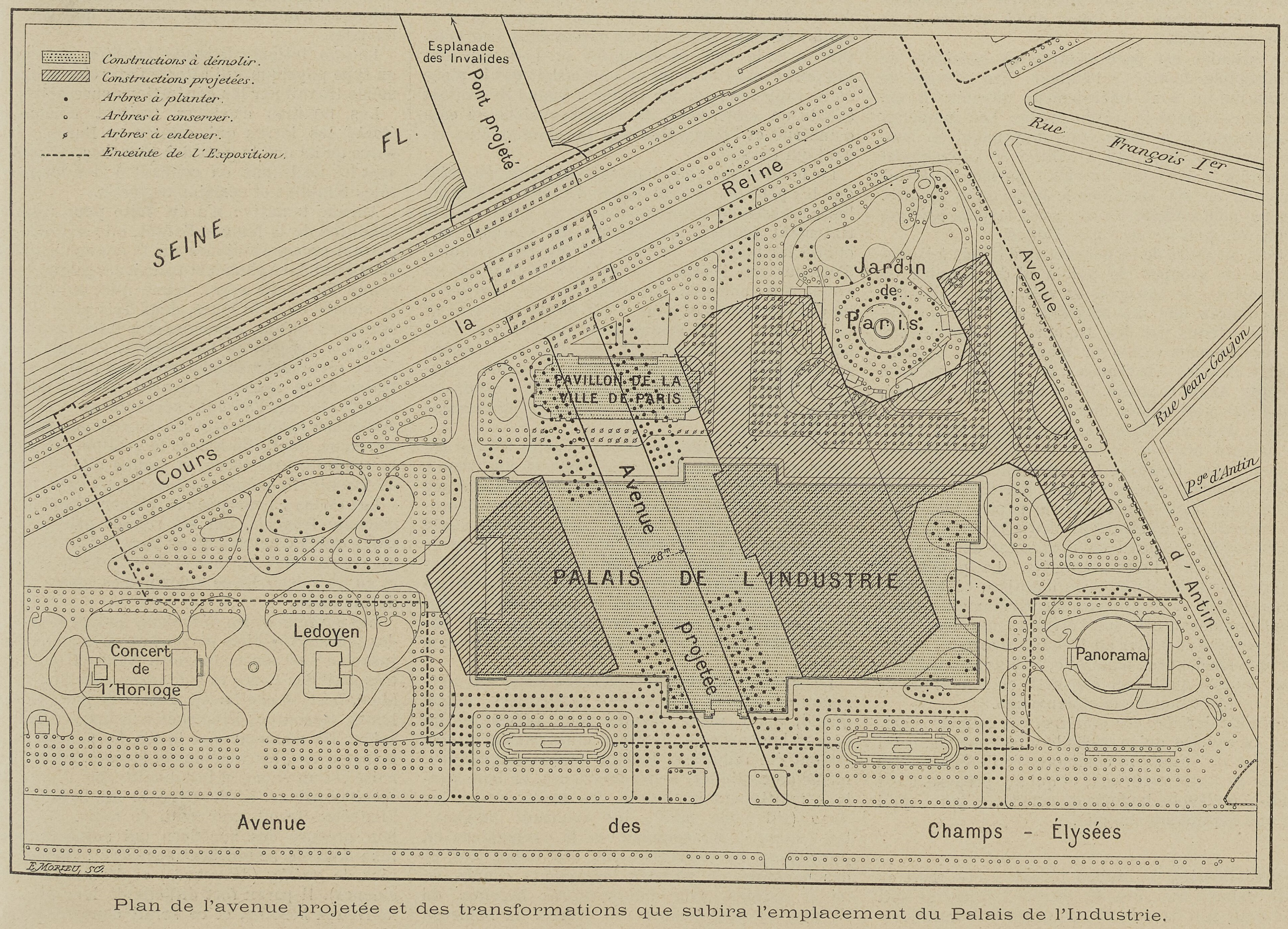
Plan publié dans L'Illustration du 16 novembre 1895 montrant l'emplacement du palais de l'Industrie par rapport aux deux palais (Grand Palais et Petit Palais) et à l'avenue qui le remplaceront en vue de l'Exposition universelle de 1900.

Pour préparer l'Exposition universelle de 1900, l'édifice est détruit à partir de 1896 afin de laisser la place au Petit Palais et au Grand Palais. Sa disparition permet de tracer entre les deux nouveaux bâtiments, l'actuelle avenue Winston-Churchill (alors baptisée avenue Alexandre-III) reliant l'hôtel des Invalides au palais de l'Élysée par le pont Alexandre-III et de créer ainsi une grande perspective longtemps qualifiée d'« axe républicain ».
Le métal et des pierres de taille sont réutilisés pour la structure de l'église Notre-Dame-du-Travail de Paris.